# Nhạc phòng chờ
Nhạc phòng chờ, nhạc sảnh chờ, hay Lounge music, là một thể loại nhạc dễ nghe được ưa chuộng từ những năm 1950-1960, chỉ để gọi loại nhạc được chơi ở khách sạn (khu vực sảnh lounge và quầy bar), sòng bạc và các quán bar chơi piano. Loại nhạc này gợi lên cho người nghe cảm giác họ ở trong một không gian nào đó, thường với một sự yên bình, tĩnh lặng như trong rừng rậm, ở một hòn đảo thiên đường, hoặc thậm chí là ngoài không gian.